# Доро Пеш
Дороті Пеш або Дороті Пеш (нім. Doro Pesch, 3 червня 1964, Дюссельдорф, Німеччина) — німецька співачка й авторка пісень, більш відома як Доро, колишня солістка хеві-метал гурту «Warlock». Після розпаду гурту займається сольною кар'єрою.

## Біографія

### Початок
Доротея народилась 3 червня 1964 року в Дюссельдорфі, Німеччина. Перший її спогад про рок-музику — пісня «Lucille» Літла Річарда. У десятирічному віці Доро навчилася грати на піаніно і почала співати. В той час вона була схильна до таких глем-метал гуртів як T. Rex, The Sweet і Slade.
Свою музичну кар'єру Пеш розпочинає у віці шістнадцяти років, пробуючи себе у різних гуртах. Зокрема 1980 року вона була прийнята солісткою у гурт Snakebite, що грав рок-музику у підвалі Дюссельдорфа, що служив тоді репетиційною для багатьох інших підпільних груп. Першим записом Доро як вокалістки був дешевий семитрековий демо-альбом Snakebite. Коли у 1981 році Snakebite було розформовано, Доро Пеш співала у «гаражних» гуртах Beast і Attack. Після значних змін у складі гурту 1982 року Доро із кількома учасниками Attack створила гурт «Warlock».

### Роки у Warlock (1982—1988)
У 1984 році Warlock підписав свій перший контракт із лейблом Mausoleum Records і випустив дебютний альбом Burning the Witches. Доро Пеш негайно була удостоєна неабиякої уваги фанів і преси, а згодом стала опорою і обличчям гурту. Поєднання традиційного хеві-металу і балад разом із голосом Доро і її сценічним образом принесло успіх Warlock у виході на метал-сцену 80-х років, де, слід зазначити, домінував чоловічий вокал.
Warlock підписує новий контракт з мажор-лейблом Phonogram і випускає альбоми Hellbound у 1985 році і True as Steel у 1986-му, тоді ж виступає на європейських рок-фестивалях на одній сцені з найкращими рок- і хеві-метал гуртами того часу. 16 серпня 1986 Доро стала першою жінкою-фронтсменом метал-гурту на найбільш важливому європейському рок-злеті 80-х років — фестивалі Monsters of Rock автодромі Донінгтон Парк, що в Англії. Тривалі тури Європою із W.A.S.P. і Judas Priest підштовхнули Доро відмовитися від її повсякденної роботи графічного дизайнера та цілком присвятити своє життя музиці.
Після закінчення туру, що презентував альбом True as Steel Доро їде до Нью-Йорку, США, де разом із командою Warlock записує четвертий і останній альбом гурту — Triumph and Agony. Він же став і найуспішнішим, золотим у Німеччині і № 80 у чарті Billboard 200 найкращих альбомів США. До його складу увійшли найбільш відомі треки Warlock «All We Are» і «Für immer», також через активний показ їхніх відео на MTV. Доро Пеш зі своєю групою вирушає у свій перший і єдиний тур по США разом, відкриваючи разом із Sanctuary концерти Megadeth. Гурт відіграв і кілька власних концертів, після чого у 1988 році розпався. Барабанщика Міхаеля Еуріха і гітариста Ніко Арванітіса замінили Боббі Рондінеллі (колишній ударник Rainbow і Black Sabbath) і Джон Левін відповідно. Доро Пеш залишилась єдиним членом першого складу гурту. Не маючи юридичних прав на назву «Warlock», Доро продовжила виступати під своїм власним іменем, із старим матеріалом і стилем, але новим складом, до якого увійшли: Джон Левін (гітара), Томмі Хенріксен (бас-гітара), Боббі Рондінеллі (ударні). В такому складі, уже фактично будучи сольним проектом Доро, вони записують альбом Force Majeure, пісні з якого були написані ще для Warlock.

## Дискографія

### Warlock
- Mausoleum Demo (1983)
- Burning the Witches (1984)
- Hellbound (1985)
- You Hurt My Soul (EP, 1985)
- True as Steel (1986)
- Triumph and Agony (1987)

### Doro
- Force Majeure — 1989
- Doro — 1990
- True at Heart — 1991
- Angels Never Die — 1993
- Machine II Machine — 1995
- Love Me in Black — 1998
- Calling the Wild — 2000
- Fight — 2002
- Classic Diamonds — 2004
- Warrior Soul — 2006
- Fear No Evil — 2009
- Raise Your Fist — 2012
- Forever Warriors/Forever United — 2018

## Галерея

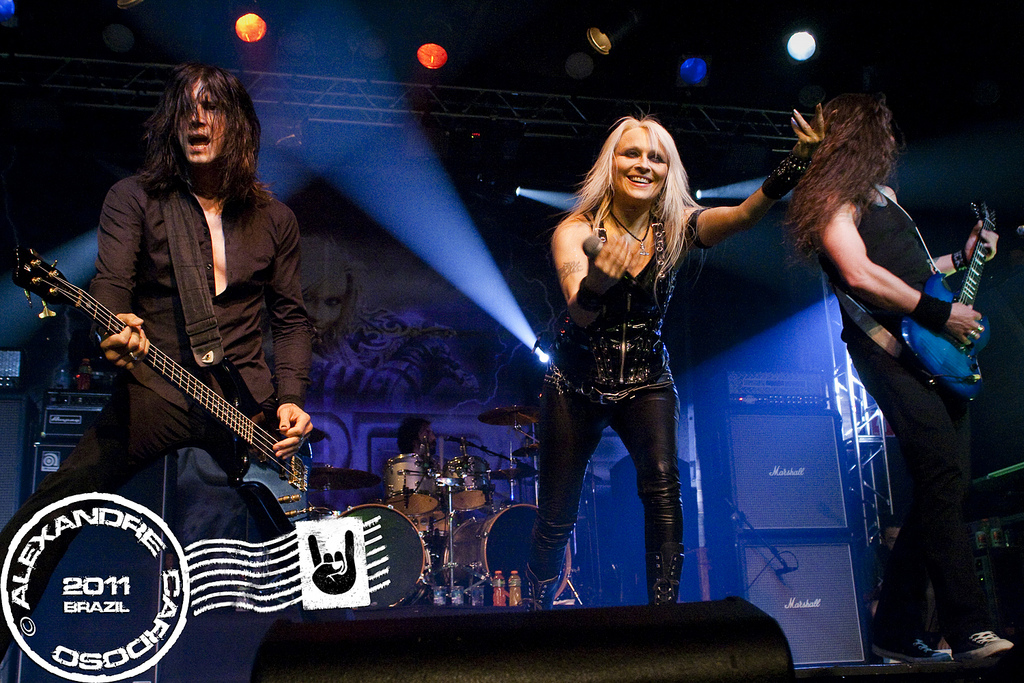
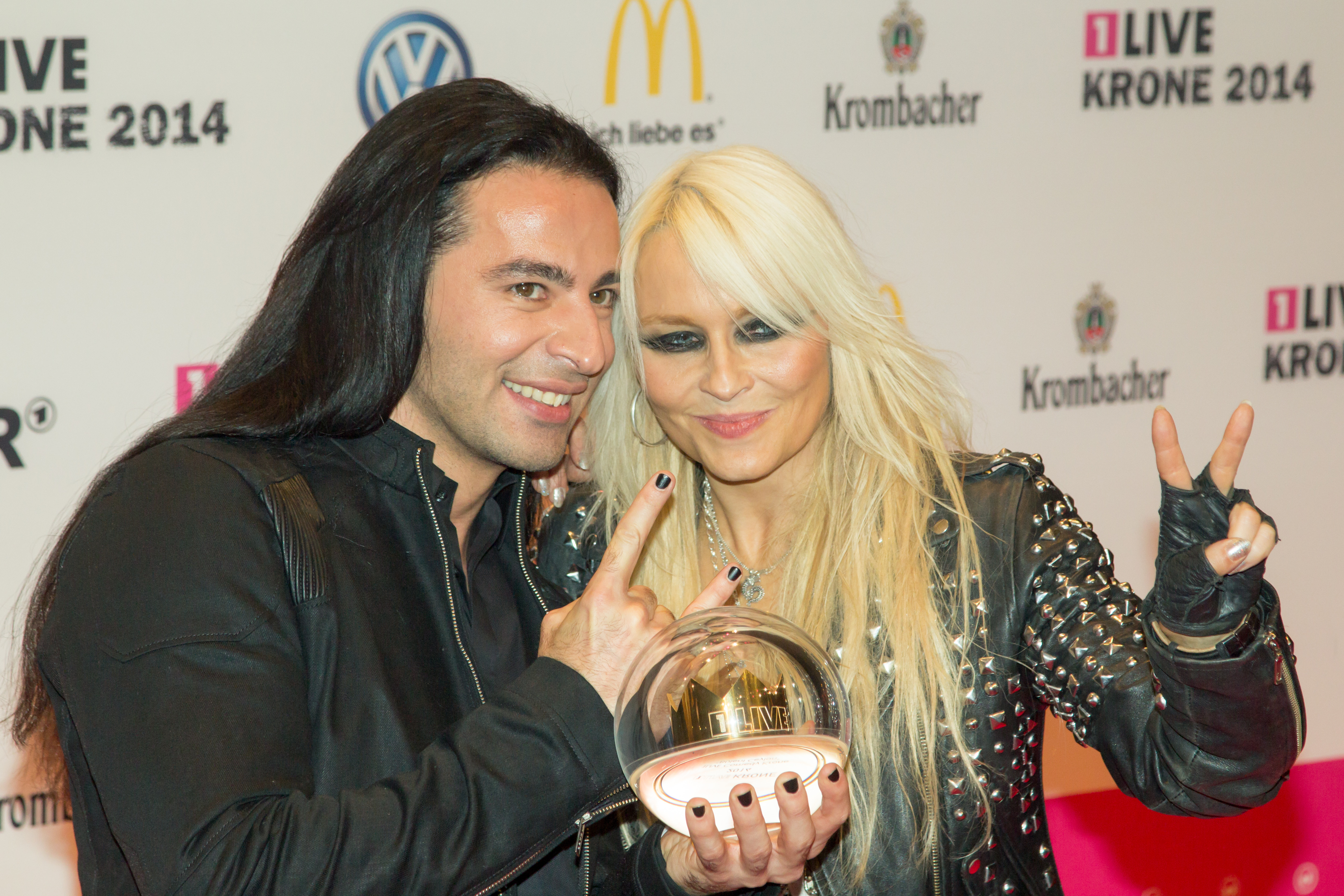
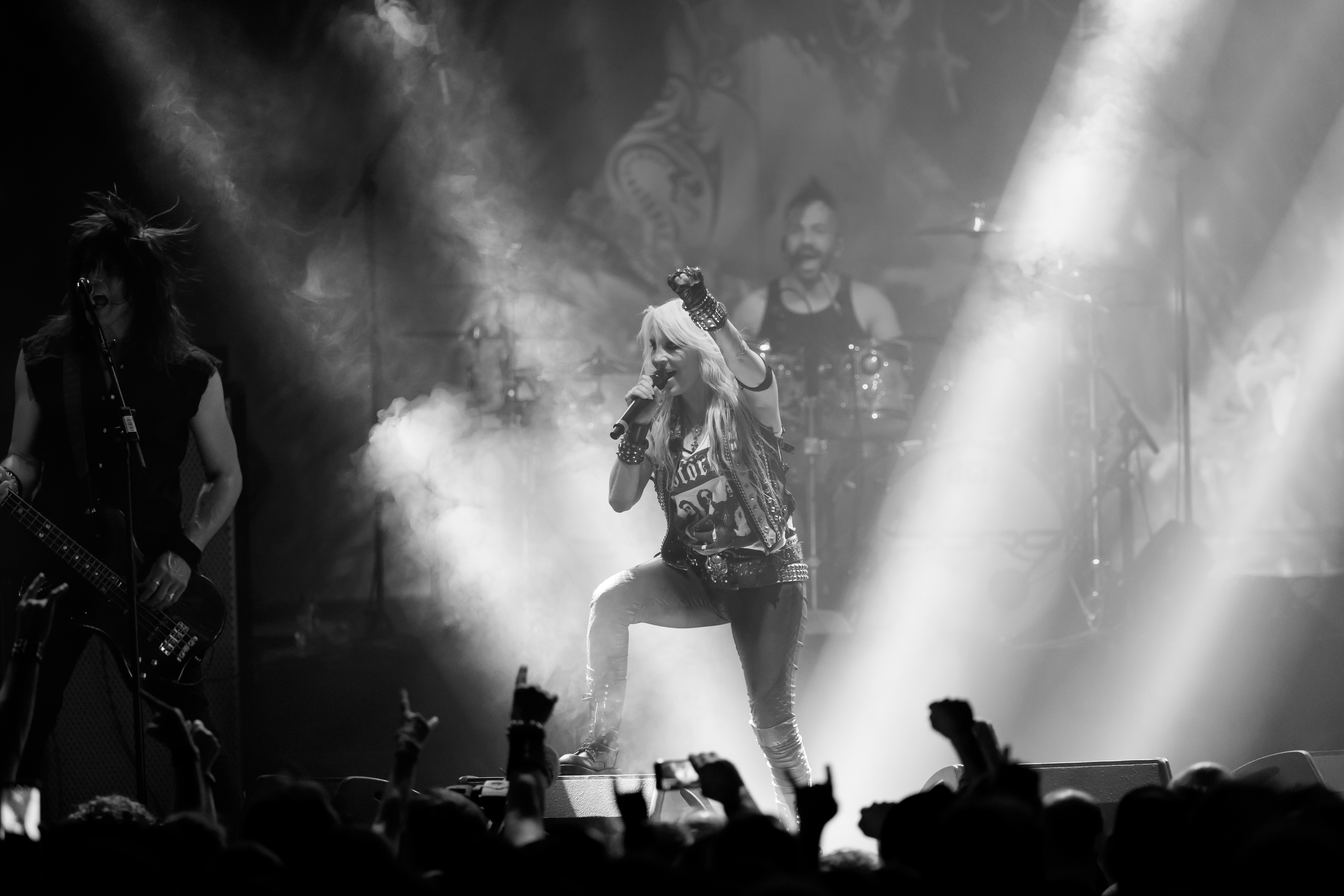